# Josef Eidenberger (Maler)

Josef Eidenberger

Josef Eidenberger (* 30. Mai 1899 in Goisern, Oberösterreich; † 21. Juli 1991 in Niederwaldkirchen) war ein österreichischer Maler.

## Leben
Nach dem Ersten Weltkrieg wandte er sich zunächst der Landschaftsmalerei zu. Im Jahre 1923 trat er in die Graphische Lehr- und Versuchsanstalt in Wien ein und erlernte bei Alfred Cossmann die Techniken des Kupferstiches und der Radierung. 
Danach beschäftigte er sich mit der Farbradierung, deren Technik er ständig verfeinerte und verbesserte. Seine Motive erwecken den Eindruck handgemalter Arbeiten und entstanden in seinem Atelier bzw. in seiner Druckerei.
Neben vielen Motiven aus seiner engeren Heimat entstanden zahlreiche Städteansichten aus aller Welt. Die internationale Anerkennung seiner Arbeiten kam mit den vielen Aufträgen aus den Vereinigten Staaten.
In Würdigung seines Lebenswerkes verlieh Bundespräsident Rudolf Kirchschläger 1976 Josef Eidenberger den Berufstitel Professor. Eidenberger war bis ins hohe Alter künstlerisch aktiv.
Sein letztes Ölbild, zahlreiche Exponate aus dem Leben und Schaffen des Künstlers sowie die Technik der Farbradierung und des Druckes können im „Prof. Eidenberger Museum“ in Niederwaldkirchen besichtigt und studiert werden.